# Водяное (Лозовский район, большое)
Водяное (укр. Водяне — село, Лукашевский сельский совет, Близнюковский район, Харьковская область.
Код КОАТУУ — 6320684003. Население по переписи 2001 г. составляет 86 (38/48 м/ж) человек.

## Географическое положение
Село Водяное находится в 4-х км от пгт Близнюки, в 3-х км от села Лукашовка.
Расположено на склоне балки по которой протекает пересыхающий ручей на котором сделаны запруды.

## Происхождение названия
В Лукашевском сельском совете Близнюковского района два села Водяное. Чтобы отличать их друг от друга в Википедии данное село пометили как большое. На Украине иногда это село называют Верхнее Водяное (укр. Верхнє Водяне).

## История
- 1925 — дата основания.

## Экономика
- В селе есть свинотоварная ферма.

## Достопримечательности
- Братская могила советских воинов.